# Platyrhabdus exilis
Platyrhabdus exilis là một loài tò vò trong họ Ichneumonidae.